# Stefan Kantschew
Stefan Kirow Kantschew, auch Stefan Kanchev, Stephan Kantscheff und Stefan Kancev (bulgarisch: Стефан Киров Кънчев; geboren am 6. August 1915 in Kalofer; gestorben am 22. August 2001) war ein bulgarischer Graphiker, Grafikdesigner und Briefmarkenkünstler.

## Ausbildung und Wirken
Stefan Kantschew wurde 1915 in Kalofer als Sohn des Ikonenmalers Kiril Kantschew und dessen Frau Donka geboren. Als junger Mann studierte er in Sofia drei Jahre Germanistik. Ab 1940 studierte er Wandmalerei an der Kunstakademie in Sofia bei Detschko Uzunow.
Nach seinem Studium arbeitete er als Grafiker und entwarf unter anderem Firmenlogos, Briefmarken und Postkarten. Als Inspiration für seine Werke diente Kantschew die traditionelle bulgarische Volkskunst.

## Auszeichnungen
Er erhielt folgende Auszeichnungen:
- Orden „Kyrill und Method“ (1956, 1963, 1969)
- „Rotes Banner der Arbeit“ (1975)
- Alexander-Schendow-Preis (1973)